# 발해 부흥운동
발해 부흥운동(渤海復興運動)은 926년 발해의 멸망 이후, 발해 유민들이 발해의 고토(故土) 영역에서 발해를 계승한 국가를 세워 거란(요나라) 또는 여진(금나라) 등에 대항한 역사를 말한다.

## 역사
발해 멸망 이후 세워진 첫 왕조는 거란이 발해의 수도 상경 용천부에 세운 괴뢰국인 동란국(東丹國)이다. 동란국의 발해 지배는 거란 왕조 내내 발해 유민들에게 많은 저항을 받았고, 요 왕조 내부 문제로 순조롭지 않았다. 
대인선의 동생 대씨 등 발해 유민들은 상경을 중심으로 후발해(後勃海)를 건국하여 발해 부흥을 시도했다. 발해 유민들의 저항과 거란의 내부 문제로 928년 발해 통치가 여의치 않자 동란국은 상경용천부(上京龍泉府) 천복성(天福城)에서 서쪽의 부도(副都)요양(遼陽)으로 옮겨 갔다. 
야율아보기의 장자인 동란왕(東丹王) 야율배(耶律倍)는 거란의 왕위 계승에서 배제되자 930년 후당(後唐)으로 망명했다. 야율배의 어린 아들 야율완(耶律阮, 요 세종)이 동란왕을 계승했지만 거란은 936년 결국 동란국을 폐지하고 발해 영역을 직접 통치하게 된다. 
938년 열만화(烈萬華)가 발해의 서경압록부에서 정안국(定安國)을 건국했고, 1029년 대연림(大延琳)이 동경요양부(東京遼陽府)에서 흥료국(興遼國)을 세웠지만 내부 분열 등으로 오래지 않아 모두 멸망하였다. 
1116년 고영창(高永昌)에 의해 동경 요양성(東京 遼陽城)에서의 대발해(大勃海) 건국으로 이어졌으나 발흥한 금(金)의 공격에 의해 대발해가 멸망함으로써 발해 부흥운동은 종식되었다.

## 발해 멸망 후 건국된 나라들
- 동란국 (926년~936년) : 야율배(요 태자)
- 후발해 (926년~?) : 대씨(대인선의 동생)
- 정안국 (938년~986년) : 열만화(발해 귀족)
- 연파국 (975년~995년) : 연파(발해 유민 후손)
- 올야국 (995년~996년(1114년)) : 오소도(발해 유민 후손)
- 흥료국 (1029년~1030년) : 대연림(발해 왕족 후손)
- 고욕국 (1115년 2월~7월) : 고욕 (발해 유민 후손)
- 대발해(대원국) (1116년 1월~5월) : 고영창(발해 유민 후손)

## 같이 보기
- 대광현
- 정안국
- 후발해
- 고구려 부흥운동
- 백제 부흥운동